# Bundesliga Femenina 2019-20
La Bundesliga Femenina 2019-20 fue la 30.ª edición de la máxima categoría de la liga de fútbol femenino de Alemania. Comenzó el 17 de agosto de 2019 y terminó el 28 de junio de 2020.
El 17 de junio de 2020, el VfL Wolfsburgo fue declarado campeón por cuarta vez consecutiva.

## Consecuencias de la pandemia de coronavirus
Debido a la pandemia de enfermedad por coronavirus de 2020 en Alemania, el 8 de marzo de 2020 el Ministro Federal de Salud, Jens Spahn, recomendó cancelar los eventos de más de 1.000 personas. El 13 de marzo, la Federación Alemana de Fútbol anunció que los partidos previstos para el 15 de marzo se pospondrían. El 16 de marzo se anunció que la liga quedaría suspendida hasta el 19 de abril. Tras una reunión el 31 de marzo, se acordó que la suspensión se alargaría hasta el 30 de abril. El 20 de mayo se anunció que la liga continuaría a partir del 29 de mayo.

## Equipos

### Intercambio de plazas
| De la 2. Bundesliga Femenina 2018-19 | Descendidos de la Bundesliga Femenina 2018-19 |
| ------------------------------------ | --------------------------------------------- |
| F. C. Colonia FF USV Jena            | Werder Bremen Borussia Mönchengladbach        |

### Equipos participantes
| Equipo              | Ciudad     | Posición temporada anterior       |
| ------------------- | ---------- | --------------------------------- |
| VfL Wolfsburgo      | Wolfsburgo | 1° Lugar                          |
| FC Bayern Múnich    | Munich     | 2° Lugar                          |
| Turbine Potsdam     | Potsdam    | 3° Lugar                          |
| SGS Essen           | Essen      | 4° Lugar                          |
| 1. FFC Frankfurt    | Frankfurt  | 5° Lugar                          |
| 1899 Hoffenheim     | Hoffenheim | 6° Lugar                          |
| SC Friburgo         | Freiburg   | 7° Lugar                          |
| SC Sand             | Willstätt  | 8° Lugar                          |
| MSV Duisburg        | Duisburg   | 9° Lugar                          |
| Bayer 04 Leverkusen | Leverkusen | 10° Lugar                         |
| F. C. Colonia       | Colonia    | 3° Lugar (2. Bundesliga Femenina) |
| FF USV Jena         | Jena       | 4° Lugar (2. Bundesliga Femenina) |

## Clasificación
| Pos. | Equipo              | Pts. | PJ | G  | E | P  | GF | GC | Dif. | Clasificación o descenso          |
| ---- | ------------------- | ---- | -- | -- | - | -- | -- | -- | ---- | --------------------------------- |
| 1    | VfL Wolfsburgo      | 62   | 22 | 20 | 2 | 0  | 93 | 8  | +85  | Clasifica a Liga de Campeones     |
| 2    | FC Bayern Múnich    | 54   | 22 | 17 | 3 | 2  | 60 | 14 | +46  | Clasifica a Liga de Campeones     |
| 3    | 1899 Hoffenheim     | 49   | 22 | 16 | 1 | 5  | 67 | 24 | +43  |                                   |
| 4    | Turbine Potsdam     | 37   | 22 | 12 | 1 | 9  | 52 | 45 | +7   |                                   |
| 5    | SGS Essen           | 35   | 22 | 11 | 2 | 9  | 41 | 39 | +2   |                                   |
| 6    | 1. FFC Frankfurt    | 33   | 22 | 10 | 3 | 9  | 44 | 47 | −3   |                                   |
| 7    | SC Friburgo         | 31   | 22 | 9  | 4 | 9  | 43 | 47 | −4   |                                   |
| 8    | SC Sand             | 25   | 22 | 8  | 1 | 13 | 24 | 43 | −19  |                                   |
| 9    | MSV Duisburg        | 17   | 22 | 4  | 5 | 13 | 19 | 47 | −28  |                                   |
| 10   | Bayer 04 Leverkusen | 17   | 22 | 5  | 2 | 15 | 22 | 51 | −29  |                                   |
| 11   | F. C. Colonia       | 17   | 22 | 5  | 2 | 15 | 22 | 60 | −38  | Descenso a 2. Bundesliga Femenina |
| 12   | FF USV Jena         | 4    | 22 | 0  | 4 | 18 | 15 | 77 | −62  | Descenso a 2. Bundesliga Femenina |

 Fuente: DFB

## Resultados
| Local \ Visitante   | DUI | ESS | FRA | FRE | HOF | JEN | KÖL | LEV | MUN | POT | SAN | WOL |
| ------------------- | --- | --- | --- | --- | --- | --- | --- | --- | --- | --- | --- | --- |
| MSV Duisburg        | —   | 0–4 | 1–2 | 0–1 | 0–4 | 0–0 | 1–1 | 2–1 | 2–2 | 0–0 | 0–2 | 1–6 |
| SGS Essen           | 2–1 | —   | 2–1 | 5–0 | 3–2 | 1–1 | 3–1 | 3–1 | 0–3 | 2–0 | 5–2 | 0–3 |
| 1. FFC Frankfurt    | 5–1 | 1–1 | —   | 0–2 | 2–2 | 4–2 | 1–0 | 3–1 | 2–3 | 3–2 | 3–1 | 0–3 |
| SC Friburgo         | 2–2 | 1–2 | 3–3 | —   | 1–5 | 4–0 | 6–1 | 1–1 | 1–3 | 3–2 | 0–0 | 0–8 |
| 1899 Hoffenheim     | 3–0 | 7–0 | 4–0 | 4–1 | —   | 2–0 | 4–0 | 4–1 | 1–0 | 5–1 | 1–0 | 2–5 |
| USV Jena            | 0–2 | 1–7 | 2–3 | 0–6 | 1–6 | —   | 2–2 | 0–0 | 0–3 | 1–6 | 0–2 | 0–6 |
| F. C. Colonia       | 2–1 | 1–0 | 1–4 | 2–4 | 0–1 | 1–0 | —   | 4–3 | 0–4 | 1–2 | 1–0 | 0–5 |
| Bayer 04 Leverkusen | 0–2 | 2–0 | 1–3 | 1–0 | 1–3 | 2–0 | 3–1 | —   | 0–3 | 1–5 | 1–2 | 0–7 |
| FC Bayern Múnich    | 4–0 | 2–0 | 3–0 | 2–0 | 3–0 | 2–0 | 5–2 | 1–2 | —   | 3–1 | 3–1 | 0–0 |
| Turbine Potsdam     | 2–1 | 1–0 | 4–3 | 4–5 | 2–1 | 6–2 | 5–0 | 1–0 | 1–5 | —   | 2–1 | 0–3 |
| SC Sand             | 0–2 | 3–0 | 3–0 | 0–2 | 0–6 | 4–2 | 2–1 | 1–0 | 0–5 | 0–4 | —   | 0–4 |
| VfL Wolfsburgo      | 4–0 | 5–1 | 5–1 | 2–0 | 3–0 | 8–1 | 4–0 | 5–0 | 1–1 | 5–1 | 1–0 | —   |

## Máximas goleadoras
Actualizado a los partidos jugados el 1 de marzo de 2020
| Puesto | Jugadora           | Club             | Goles |
| ------ | ------------------ | ---------------- | ----- |
| 1      | Pernille Harder    | VfL Wolfsburgo   | 27    |
| 2      | Nicole Billa       | 1899 Hoffenheim  | 18    |
| 3      | Laura Freigang     | 1. FFC Frankfurt | 16    |
| 3      | Ewa Pajor          | VfL Wolfsburgo   | 16    |
| 3      | Lea Schüller       | SGS Essen        | 16    |
| 6      | Lara Prašnikar     | Turbine Potsdam  | 15    |
| 7      | Isabella Hartig    | 1899 Hoffenheim  | 12    |
| 7      | Tabea Waßmuth      | 1899 Hoffenheim  | 12    |
| 9      | Klara Bühl         | SC Friburgo      | 11    |
| 9      | Jovana Damnjanovic | FC Bayern Múnich | 11    |
| 9      | Alexandra Popp     | VfL Wolfsburgo   | 11    |